# Stará Knížecí Huť

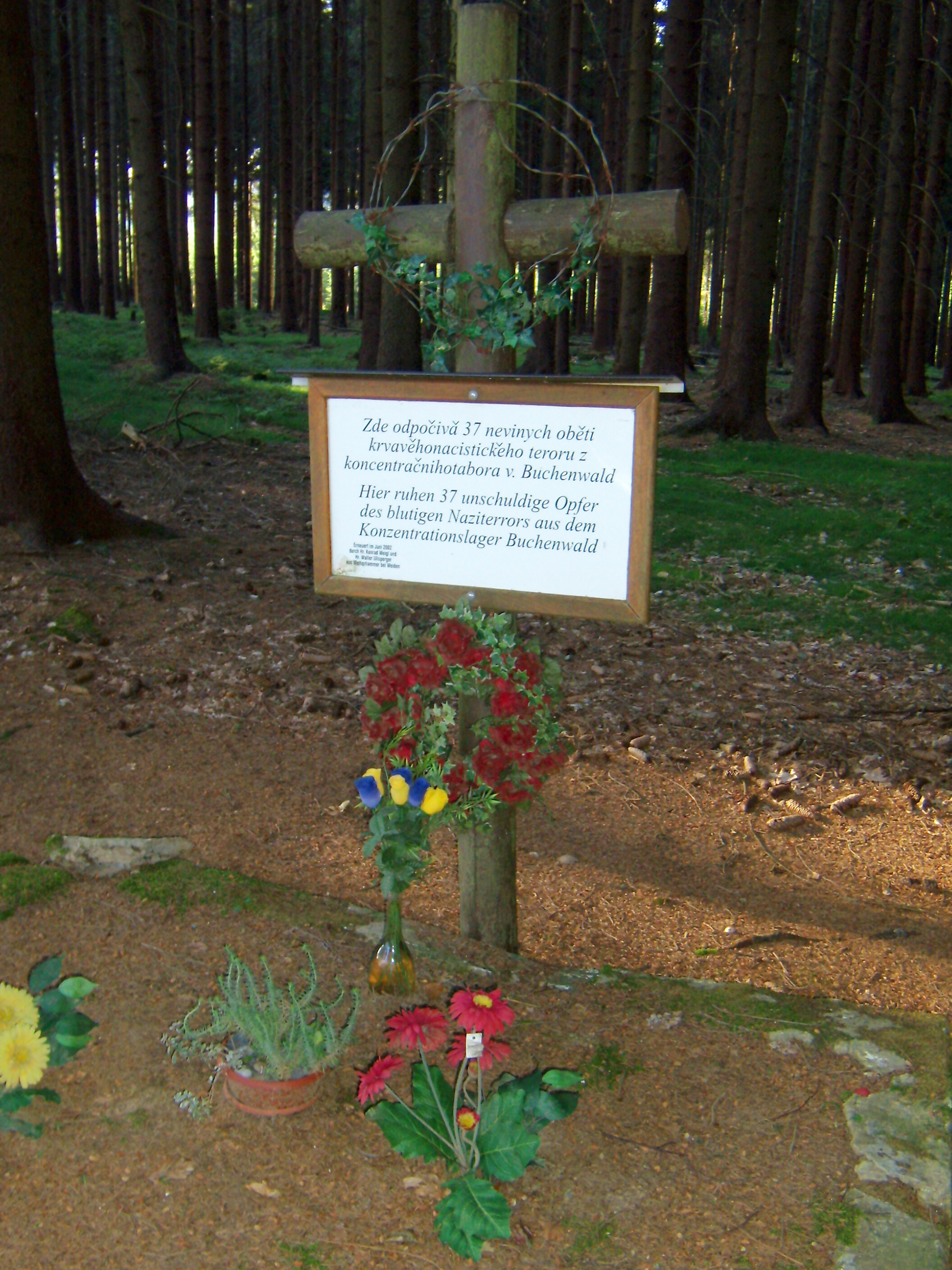
Denkmal bei Stará Knížecí Huť für die Opfer aus dem KZ Buchenwald

Stará Knížecí Huť (deutsch Alt Fürstenhütte) ist ein Ortsteil von Lesná u Tachova (Schönwald) im Okres Tachov (Bezirk) in der Tschechischen Republik.

## Geographische Lage
Stará Knížecí Huť liegt im Oberpfälzer Wald (Český les) unweit der deutschen Grenze mit den bayerischen Gemeinden Flossenbürg und Georgenberg. Bis in das Ortszentrum von Lesná sind es etwa sieben Kilometer.

## Geschichte
1784 wurde der Ort im Zusammenhang mit einer hier befindlichen Glashütte, die von der Adelsfamilie von Lobkowitz angelegt worden ist, erstmals urkundlich erwähnt. Zu Beginn des 19. Jahrhunderts verschob sich die Glashüttenproduktion nach Neu Fürstenhütte.
Ab 1938/39 lag Alt Fürstenhütte als selbstständige politische Gemeinde im Reichsgau Sudetenland, Landkreis Tachau, Regierungsbezirk Eger. Hier lebten im Jahre 1940 325 Einwohner. Heute hat der Ort elf Einwohner, da die meisten der überwiegend deutschen Bewohner nach Ende des Zweiten Weltkrieges den Ort zwangsweise räumen und die Tschechoslowakei verlassen mussten.
Am Ende des Zweiten Weltkrieges starben in der Nähe des Ortes 37 Häftlinge aus dem Konzentrationslager Buchenwald. Heute erinnert darin ein Holzkreuz.